# Abadia de Sant Germà d'Auxerre

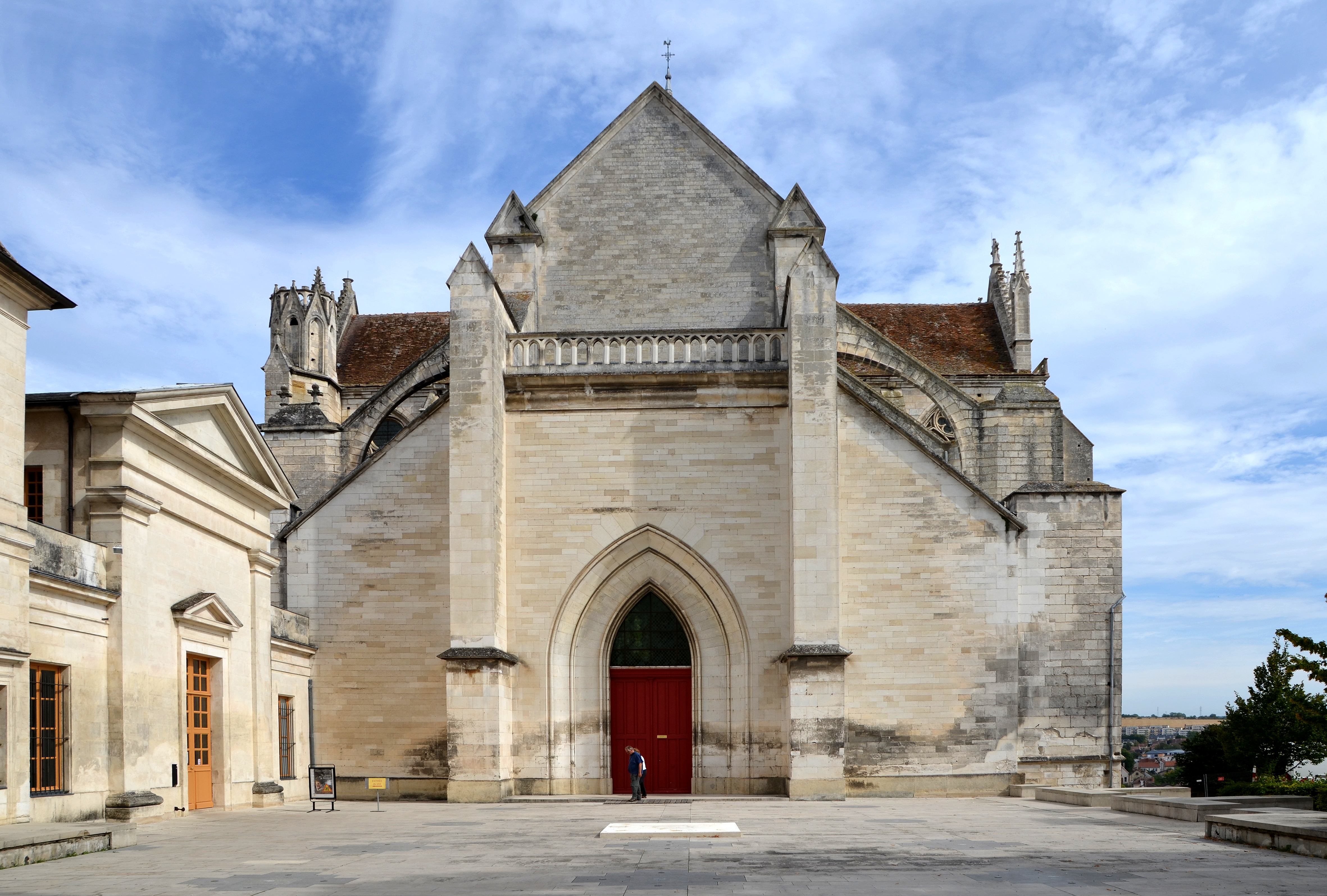
Església abacial de Sant Germà.

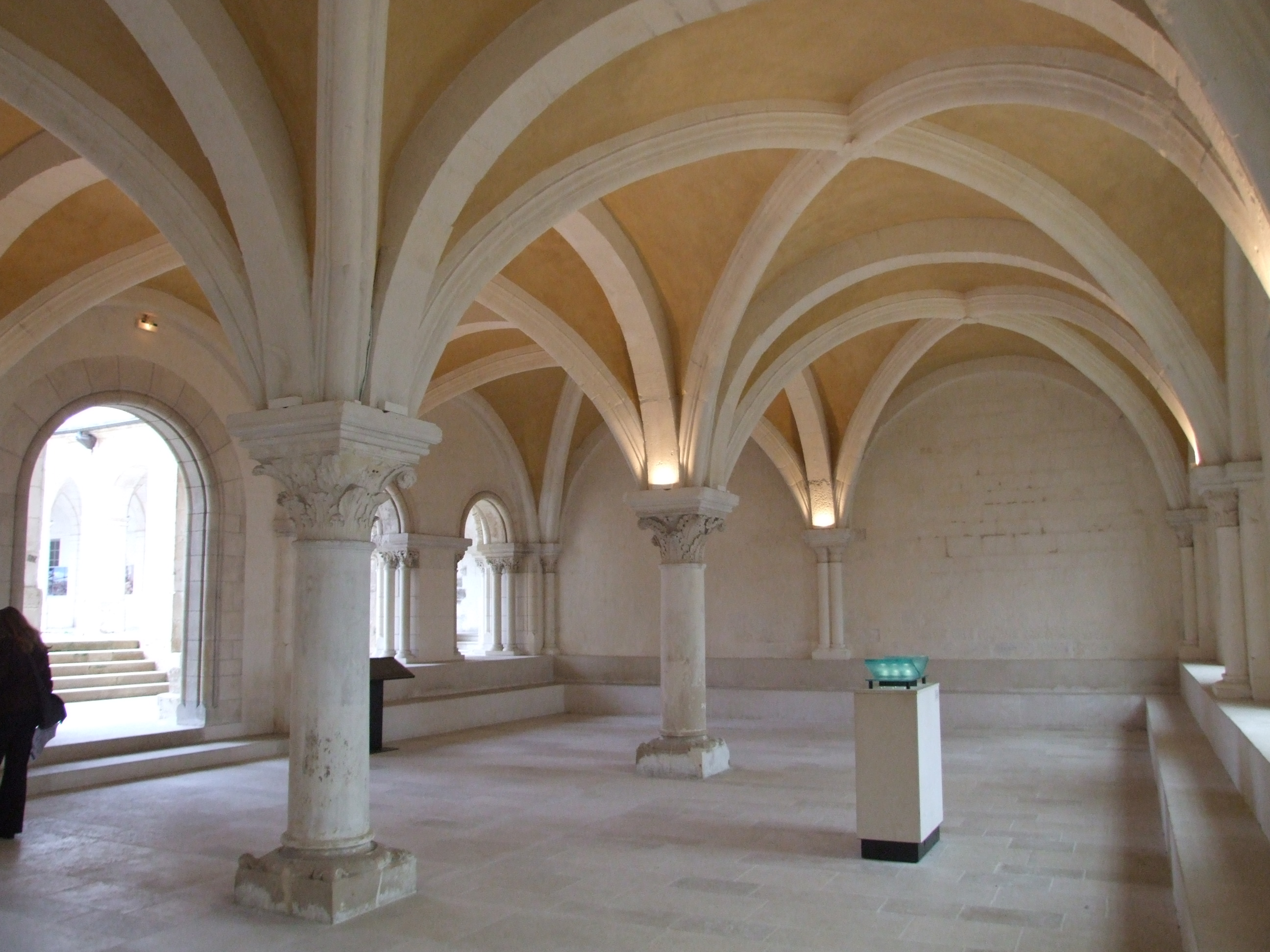
Sala capitular de l'abadia.

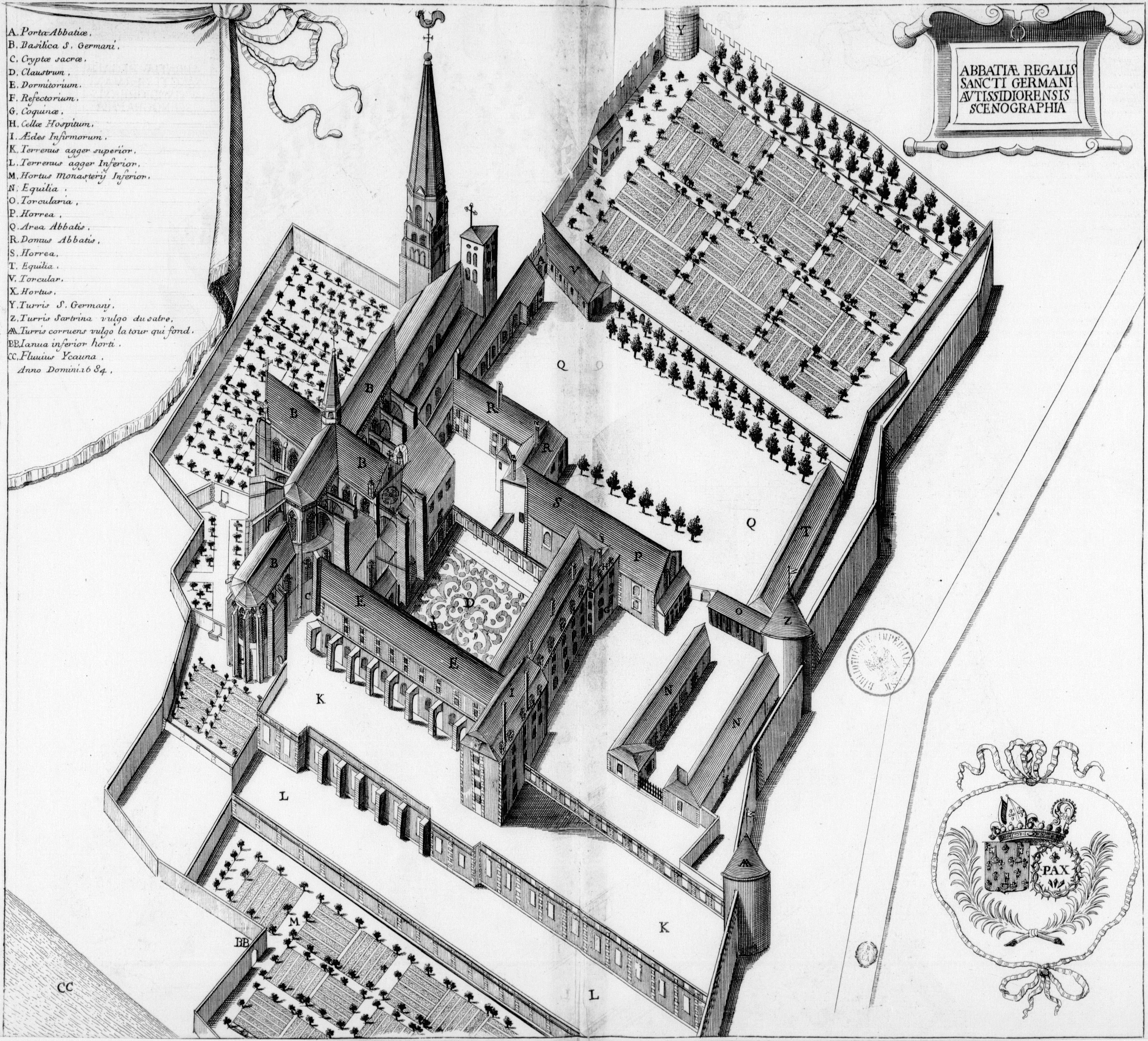
L'abadia al, planxa-gravat del Monasticon Gallicanum.

L'Abadia de Sant Germà d'Auxerre és una abadia benedictina fundada al segle v per Germà d'Auxerre.
L'abadia data realment del segle ix, quan fou reconstruïda sota el regnat de Carles II el Calb, que també contribuí al seu sosteniment. S'hi desenvolupà una escola que es convertí en una de les més reputades de l'època i la influència intel·lectual de la qual fou essencial en el període del Renaixement carolingi, gràcies a mestres com Murethach, Haimó d'Auxerre, Èric d'Auxerre (alumne de Lupus Servatus) i Remigi d'Auxerre.
L'abadia va ser reformada dues vegades, primer per Maiol de Cluny i el seu deixeble Heldric, a petició d'Enric I, duc de Borgonya, i el 1029 per la Congregació de Saint Maur. Un incendi va consumir bona part de l'abadia l'any 1064; es va reconstruir la nau merovingia. L'any 1069, monjos de St. Germain van fundar l'abadia de Selby a North Yorkshire. Napoleó va convertir l'establiment en un hospital.
L'any 1927, sota les parets de guix pintades al fresc de la cripta del segle xvii, es van descobrir frescos murals del segle ix, les úniques pintures a gran escala que es conserven de la seva data a França per comparar-les amb els manuscrits il·luminats.